# Cabinet Boden I
 (mars 2023).
Si vous disposez d'ouvrages ou d'articles de référence ou si vous connaissez des sites web de qualité traitant du thème abordé ici, merci de compléter l'article en donnant les références utiles à sa vérifiabilité et en les liant à la section « Notes et références ».
Le Cabinet Boden I a été le premier gouvernement en fonction après la Seconde Guerre Mondiale dans le Land de Rhénanie-Palatinat (Allemagne). L'administration de la zone d'occupation française en Allemagne nomme Wilhelm Boden de la CDU ministre-président provisoire du land nouvellement créé. Le cabinet a été en fonction du 3 décembre 1946 au 13 juin 1947.

## Composition
| Amt                          | Nom              | Parti |
| ---------------------------- | ---------------- | ----- |
| ministre-président           | Wilhelm Boden    | CDU   |
| Intérieur                    | Jakob Steffan    | SPD   |
| Justice                      | Adolf Süsterhenn | CDU   |
| Enseignement et culture      | Ernst Lotz       | CDU   |
| Économie et finances         | Hanns Haberer    | CDU   |
| Travail                      | Paul Röhle       | SPD   |
| Santé et aides sociales      | Hans Junglas     | CDU   |
| Reconstruction et Transports | Willy Feller     | KPD   |
| Agriculture et alimentation  | Oskar Stübinger  | CDU   |